# Блэкмер, Сидни
Сидни Блэкмер (13 июля 1895 — 6 октября 1973) — американский актёр театра и кино.

## Биография
Блэкмер родился в городе Солсбери, штат Северная Каролина. Начинал свою карьеру в финансовом и страховом бизнесе. Во время работы на стройке он увидел процесс съёмок сериала с участием Пирл Уайт и решил стать актёром. Блэкмер отправился в Нью-Йорк в надежде получить возможность играть на сцене. Находясь в городе, он искал работу на различных киностудиях. В 1914 году Блэкмер получил эпизодическую роль в популярном сериале «Опасные похождения Полины».
В 1917 году актёр дебютировал на Бродвее, однако, вскоре его карьера была прервана службой в армии США в Первой мировой войне. После войны Блэкмер вернулся в театр, а в 1929 году — в кино. За свою карьеру актёр сыграл более чем в 120 фильмах. В 1950 году Блэкмер получил престижную театральную премию «Тони» за лучшую мужскую роль в спектакле «Вернись, малышка Шеба».
В кино Блэкмер наиболее прославился ролью президента США Теодора Рузвельта, сыгранной более чем в десятке фильмов, а также ролью заботливого соседа Романа Кастевета в оскароносном фильме Романа Полански «Ребёнок Розмари».
6 октября 1973 года актёр скончался в Нью-Йорке. Похоронен на кладбище Честнат Хиллз в родном городе Солсбери. За большой вклад в киноиндустрию Сидни Блэкмер удостоен звезды на Голливудской аллее славы на 1625 Вайн-стрит.

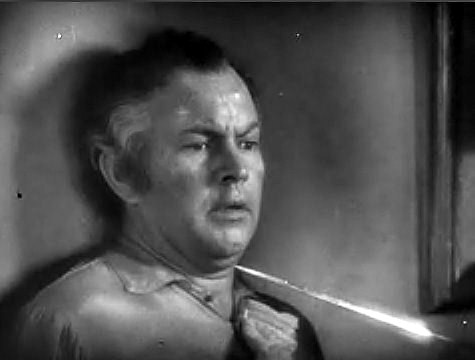
Сидни Блэкмер в фильме «Граф Монте-Кристо» (1934 год)

## Личная жизнь
Блэкмер был женат дважды: на актрисах Ленор Ульрих (1928—1939) и Сюзанн Каарен (1943—1973). От Каарен актёр имел двоих сыновей.

## Избранная фильмография
- 1934 — Граф Монте-Кристо / The Count of Monte Cristo — Мондего
- 1937 — Последний гангстер / The Last Gangster — редактор в газете
- 1937 — Спасибо, мистер Мото / Thank You, Mr. Moto — герр Кергер
- 1939 — В рамках закона / Within the Law — Джордж Демарест
- 1941 — Эллери Куин и идеальное преступление / Ellery Queen and the Perfect Crime — Энтони Родс
- 1942 — Тихо, пожалуйста: убийство / Quiet Please, Murder — Мартин Кливер
- 1942 — Нацистский агент / Nazi Agent — Арнольд Милбар
- 1944 — Уилсон / Wilson — Джозефус Дэниэлс
- 1946 — Дуэль под солнцем / Duel in the Sun — любовник
- 1951 — Что скажут люди / People Will Talk — Артур Хиггинс
- 1956 — Высшее общество / High Society — Сет Лорд
- 1957 — Тэмми и холостяк / Tammy and the Bachelor — профессор Брент
- 1963 — Сто дней дракона / The Outer Limits: The Hundred Days of the Dragon — Уильям Лайонс Селби
- 1968 — Ребёнок Розмари / Rosemary’s Baby — Роман Кастевет